# 카토스토무스과
카토스토무스과(Catostomidae)는 잉어목에 속하는 조기어류 물고기과의 하나이다. 민물에 사는 물고기 과로 약 80여 종으로 이루어져 있다. 북아메리카에서 주로 발견되지만, 카토스토무스 카토스토무스(Catostomus catostomus)는 북아메리카와 러시아 모두에서 발견되며, 엥츄이(연자홍, Myxocyprinus asiaticus)는 중국에서 발견된다.

## 하위 분류
- Catostominae
  - Catostomus
  - Chasmistes
  - Deltistes
  - Xyrauchen
  - Erimyzon
  - Minytrema
  - Hypentelium
  - Thoburnia
  - Moxostoma
- Cycleptinae
  - Cycleptus
- Ictiobinae
  - † Amyzon
  - Carpiodes
  - Ictiobus
- Myxocyprininae
  - Myxocyprinus
- 기타 멸종 속
  - † Jianghanichthys
  - † Plesiomyxocyprinus
  - † Vasnetzovia